# Karl Boldt

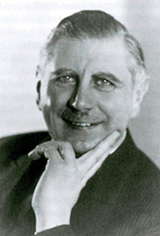
Karl Boldt (um 1930)

Karl Emil Wilhelm Boldt, auch Carl (Emil Wilhelm) Boldt (* 31. August 1884 in Rostock; † 25. Oktober 1968 in Berlin-Dahlem), war ein deutscher Buchdrucker und Verleger.

## Leben
Karl Boldt war ein Sohn des Buchdruckers und Verlegers Gustav Boldt. Sein namensgleicher Großvater, Carl Boldt, hatte einst die Boldtsche Hofdruckerei in Rostock gegründet.
Boldt besuchte die Große Stadtschule Rostock und das Friderico-Francisceum in Doberan, bevor er das Technikum für Buchdrucker in Leipzig absolvierte. Von 1906 bis 1908 schloss sich eine kaufmännische Ausbildung bei zwei Buchverlagen in Leipzig an.
Eine erste Anstellung erhielt Karl Boldt beim Magdeburger Generalanzeiger und beim Hamburger Fremdenblatt. 1909 begann er seine Tätigkeit im väterlichen Verlagshaus in Rostock. Anfangs war er Prokurist, später Mitinhaber in der Druckerei und dem Zeitungsbetrieb des Rostocker Anzeigers. Unter seiner Leitung veränderte sich das Gesicht der Zeitung, so zum Beispiel mit dem regelmäßigen Druck von Fotos, einer wöchentlichen illustrierten Beilage und eine Sportschau. Es gelang, die Tagesauflage auf 80.000 zu steigern, indem erstmals mit einer Selbstdarstellung in einem Werbefilm Vom Fichtenstamm zum Zeitungsblatt geworben wurde. Ein Höhepunkt war das 50-jährige Jubiläum der Zeitung am 1. April 1931.
1919 gründete Karl Boldt zusammen mit Emil Behrend die Behrend & Boldt Verlagsbuchhandlung. 1924 wurde er Gesellschafter des in eine GmbH umgewandelten Familienbetriebes. Im selben Jahr konnte der Hamburger Safari-Verlag und der Leipziger Verlag Arthur Heber & Co erworben werden. Als 1935 die Rostocker Anzeiger Carl Boldt GmbH aufgelöst und in eine Kommanditgesellschaft umgewandelt wurde, schied Boldt aus der Geschäftsleitung aus und widmete sich nur noch der Druckerei Adlers Erben.
Während der Luftangriffe auf Rostock wurde am 27. April 1942 das Verlagshaus am Blücherplatz von Bomben zerstört. 
Karl Boldt war Begründer des größten Rostocker Lichtspielhauses Capitol in der Breiten Straße. Von 1929 bis 1933 war er Vorsitzender des Mecklenburgischen Yachtclubs Rostock. Die Familie besaß das Rittergut Alt Steinhorst, weswegen Carl Boldt als Großgrundbesitzer nach Ende des Zweiten Weltkriegs aus Mecklenburg ausgewiesen wurde. 1947 wurde er wegen angeblicher Unterstützung des Naziregimes angeklagt, aus Mangel an Beweisen aber freigesprochen. Nachdem er nach Westberlin geflüchtet war, wurde sein Privat- und Betriebsvermögen 1948 beschlagnahmt und in Landeseigentum überführt.